# Иванов, Николай Петрович (гребец)
Николай Петрович Иванов (20 августа 1949, Ленинград — 8 июня 2012, Санкт-Петербург) — советский спортсмен (академическая гребля), олимпийский чемпион (1976), 2-кратный чемпион мира, заслуженный мастер спорта СССР (1975). Тренер — Анатолий Петрович Зубов. Член КПСС с 1978 года.

## Спортивная карьера
- Олимпийский чемпион 1976 в гребле на четверке распашной с рулевым (с В. Ешиновым, А. Клепиковым, М. Кузнецовым и рулевым А. Лукьяновым)
- Участник олимпийских игр 1972 — 5 место в гребле на двойке распашной с рулевым
- 2-кратный чемпион мира 1974 (двойка с рулевым), 1975 (четверка с рулевым)
- Бронзовый призёр чемпионата 1970 на двойке с рулевым
- Чемпион Европы 1973 в гребле на двойке с рулевым
- Бронзовый призёр чемпионата Европы 1971 на двойке с рулевым
- Неоднократный чемпион СССР 1970—1975 в составе разных экипажей

Скончался в Санкт-Петербурге 8 июня 2012 года. Похоронен на Ковалёвском кладбище.